# Ред-Бенк 4
Ред-Бенк 4 (англ. Red Bank 4) — індіанська резервація в Канаді, у провінції Нью-Брансвік, у межах графства Нортамберленд.

## Населення
За даними перепису 2016 року, індіанська резервація нараховувала 309 осіб, показавши скорочення на 12,2%, порівняно з 2011-м роком. Середня густина населення становила 19,2 осіб/км².
З офіційних мов обидвома одночасно не володів жоден з жителів, тільки англійською — 310. Усього 30 осіб вважали рідною мовою не одну з офіційних, з них усі — одну з корінних мов.
Працездатне населення становило 54% усього населення, рівень безробіття — 22,2%.

## Клімат
Середня річна температура становить 4,5°C, середня максимальна – 23,2°C, а середня мінімальна – -17,6°C. Середня річна кількість опадів – 1 108 мм.
| Клімат поселення                              | Клімат поселення | Клімат поселення | Клімат поселення | Клімат поселення | Клімат поселення | Клімат поселення | Клімат поселення | Клімат поселення | Клімат поселення | Клімат поселення | Клімат поселення | Клімат поселення | Клімат поселення |
| Показник                                      | Січ.             | Лют.             | Бер.             | Квіт.            | Трав.            | Черв.            | Лип.             | Серп.            | Вер.             | Жовт.            | Лист.            | Груд.            |                  |
| Середній максимум, °C                         | −4,11            | −2,61            | 2,98             | 9,31             | 16,40            | 22,02            | 23,17            | 22,20            | 17,20            | 11,16            | 4,99             | −2,93            |                  |
| Середня температура, °C                       | −10,84           | −9,33            | −3,75            | 2,56             | 9,67             | 15,30            | 18,91            | 17,91            | 12,92            | 6,88             | 0,72             | −7,22            |                  |
| Середній мінімум, °C                          | −17,56           | −16,06           | −10,5            | −4,16            | 2,94             | 8,56             | 14,64            | 13,65            | 8,65             | 2,62             | −3,56            | −11,47           |                  |
| Норма опадів, мм                              | 93               | 68               | 83               | 80               | 106              | 94               | 102              | 97               | 89               | 98               | 104              | 94               |                  |
| Середньомісячна швидкість вітру, м/с          | 3.50             | 3.50             | 3.67             | 3.58             | 3.30             | 2.86             | 2.60             | 2.50             | 2.70             | 3.08             | 3.27             | 3.40             |                  |
| Середньомісячна сонячна радіація, кДж/м²·день | 5121             | 8534             | 12322            | 15443            | 18279            | 20272            | 19765            | 17361            | 12920            | 8073             | 4770             | 3903             |                  |
| --------------------------------------------- | ---------------- | ---------------- | ---------------- | ---------------- | ---------------- | ---------------- | ---------------- | ---------------- | ---------------- | ---------------- | ---------------- | ---------------- | ---------------- |
| Джерело:                                      |                  |                  |                  |                  |                  |                  |                  |                  |                  |                  |                  |                  |                  |